# The SeaCleaners
The SeaCleaners est une association loi de 1901 à but non lucratif fondée en 2016 par Yvan Bourgnon, navigateur franco-suisse.
Située à La-Trinité-sur-Mer, elle a pour objectif la protection de l’environnement ciblant la pollution plastique marine.

## Création
Lors de ses courses en mer, Yvan Bourgnon  a souvent heurté un conteneur à la dérive ou d'autres déchets qui l'ont obligés à abandonner la course.
Entre 2013 et 2015, il entreprend un tour du monde en catamaran et est choqué par l'accumulation des déchets en mer, particulièrement le long de la barrière indonésienne. À son retour, il crée l'association The SeaCleaners pour lutter contre la pollution marine.

## Activités

### Actions
The SeaCleaners agit contre la pollution plastique marine à travers des missions correctives et préventives, en mer et à terre.
En novembre 2021, The SeaCleaners a participé à la COP26.

#### Lescleanups
The SeaCleaners organise des opérations de cleanups dans toute la France et dans le monde :
- En septembre 2020 l'association participe au World CleanUp Day dans plusieurs villes telles que Bordeaux[5], Lyon[6], Saint-Malo, Sainte-Hélène (Morbihan)[7], Lille[8], Remoulins (Gard) et en Suisse[9] ;
- En octobre 2021, l'association organise une collecte de déchets avec le soutien des Girondins de Bordeaux et 320 jeunes bénévoles[10] ;
- En octobre et novembre 2021, à l'occasion de la Transat Jacques-Vabre, l'association organise du 29 octobre au 7 novembre une grande sensibilisation aux déchets plastiques marins[11].

#### Sensibilisation
Pour sensibiliser le jeune public, l'association intervient dans des écoles, des collèges, des lycées et des aquariums : Boulogne-sur-Mer, Saint-Malo, Paris, Lyon.

### Manta et Mobula
L'association a créé son bureau d'ingénierie navale. Celui-ci est soutenu par un consortium technique dont une vingtaine d’entreprises et 5 laboratoires de recherche dont ceux de l’École navale de Brest et de l'École centrale de Nantes.
L’association porte depuis 2018 le projet Manta, un futur catamaran géant  de 70 mètres sur 49 et d'une hauteur de 61 mètres qui serait en charge de collecter et traiter les déchets plastiques dans l’océan. Ce bateau-usine autonome à plus de 75 % pourrait traiter jusqu’à 10 000 t de déchets par an. 
La propulsion du navire se fera essentiellement à l'aide de ses voiles, et aussi grâce à des moteurs électriques rechargés par des panneaux solaires et des éoliennes. Des tapis roulants au niveau de la mer font monter les détritus à l'intérieur du bateau, où ils seront triés (les matières organiques, poissons, etc. sont rejetés à la mer), avant d'être compactés en cubes d'un mètre cube[réf. souhaitée]. La capacité de ramassage d'un bateau reste limitée, 300 à 600 m3, par rapport au volume de plastique existant en mer. Pour le navigateur, ce projet peut cependant être utile dans les zones les plus contaminées ou encore avant que les déchets ne se fragmentent en micro-particules,. Le coût unitaire du premier Manta est estimé à 30 millions d'euros. Sa mise à l’eau est prévue pour 2025.
En 2021, The SeaCleaners a lancé le Mobula 8, bateau de dépollution en eaux calmes, en cours de déploiement opérationnel en Indonésie. Il a été baptisé MOBULA Z en l’honneur des donateurs du Z Event, qui ont permis de financer le bateau.

## Soutiens et collaborations
La Fondation Albert II de Monaco soutient le projet Manta.
The SeaCleaners est partenaire du programme Cleanseas dirigé par le Programme des Nations Unies pour l’environnement (PNUE).
La CCI France International soutient l'association.[source insuffisante]
En janvier 2022, l'Asosiasi Pengusaha Sampah Indonesia (APSI), association professionnelle indonésienne de recyclage des déchets signe un protocole d'accord d'actions communes.
En Juillet 2022, parmi 22 associations environnementales en lice, The SeaCleaners fait partie des 5 choisies par les internautes pour se voir attribuer un partage des dons récoltés par le projet caritatif Z Event édition 2022.